# Agnes Berger
Agnes Berger (1916-2002) fue una matemática húngaro-estadounidense que se desempeñó como profesora Asociada en Bioestadística, en la Escuela de Salud Pública y Medicina Administrativa de la Universidad de Columbia, así como consultora en estadística en el Centro Médico Monte Sinaí.

## Primeros años
Sus primeras experiencias con las matemáticas fueron gracias a la publicación húngara Kömal (Kozepiskolai Matematikai Lapok), una revista mensual para estudiantes secundarios que incluía problemas de matemáticas.
Durante sus estudios en la Universidad de Budapest, fue alumna del  matemático húngaro Lipót Fejér, a quien años más tarde recordaría por sus clases breves, de gran detalle y desenlaces dramáticos.

## Vida familiar y últimos años de vida
Agnes Berger se casó con Laszlo Berger, con quien tuvo un hijo, John Joseph Berger. Falleció a los 85 años en el Lenox Hill Hospital, un 27 de marzo de 2012.

## Algunas publicaciones
- Con Abraham Wald, On Distinct Hypotheses. The Annals of Mathematical Statistics (1949), Volumen 20, Número 1.
- On Uniformly Consistent Tests. The Annals of Mathematical Statistics, Volumen 22 (1951), Número 2.
- Remark on Separable Spaces of Probability Measures. The Annals of Mathematical Statistics (1951), Volumen 22, Número 1.
- On orthogonal probability measures.  Proceedings of the American Mathematical Society (1953), Volumen 4, Número 5.
- On Comparing Intensities of Association between Two Binary Characteristics in Two Different Populations. Journal of the American Statistical Association (1961) ,  Volumen 56, Número 296.
- Con Ruth Z. Gold, On Comparing Survival Times. Proceedings of the Fourth Berkeley Symposium on Mathematical Statistics and Probability, Volumen 4: Contributions to Biology and Problems of Medicine (1961), Número 67.
- On comparing survival probabilities from discrete observations under unequal censoring. Statistics & Probability Letters (1983), Volumen 1, Número 5.
- Con Ora E. Percus,On sampling by index cases. Statistics & Probability Letters (1985), Volumen 3, Número 4.
- Con Guadalupe Gómez y Sylvan Wallenstein, A Homegeneity Test for Follow-up Studies. Mathematical Medicine and Biology (1988), Volumen 5, Número 2.